# Spooks: The Greater Good
Spooks: The Greater Good (conhecido como MI-5 em alguns países; bra: Spooks: O Mestre Espião ou Spooks - Jogo de Espiões) é um filme de espionagem britânico de 2015, continuação da série de espionagem britânica de 2002–2011, Spooks. Jonathan Brackley e Sam Vincent escreveram o roteiro, com direção de Bharat Nalluri. Peter Firth repete seu papel como Harry Pearce, que apareceu em todas as dez séries do programa. Também retornando da série de TV estão Tim McInnerny como Oliver Mace, Lara Pulver como Erin Watts, Hugh Simon como Malcolm Wynn-Jones e Geoffrey Streatfeild como Calum Reed. Kit Harington e Jennifer Ehle estrelam como novos personagens em papeis principais.
O filme foi lançado em 8 de maio de 2015. Após seu lançamento, recebeu críticas geralmente mistas dos críticos.

## Sinopse
Durante uma transferência para Harry Pearce, chefe de contraterrorismo do MI5, o terrorista Adam Qasim escapa da custódia do MI5. Logo depois, quando Harry desaparece, seu protegido Will Crombie é encarregado de encontrá-lo, bem como prevenir um ataque a Londres por Qasim. Durante sua busca, Will descobrirá uma conspiração que se estende do Vietnã ao Mediterrâneo.

## Elenco
- Peter Firth como Harry Pearce
- Kit Harington como Will Holloway, um ex-oficial do MI5 com um relacionamento distante com Pearce.
- Jennifer Ehle como Geraldine Maltby, a Diretora Geral Adjunta do MI5.
- Elyes Gabel como Adem Qasim, um líder terrorista carismático.
- Lara Pulver como Erin Watts, uma ex-chefe de seção do MI5.
- Tim McInnerny como Sir Oliver Mace, o Diretor Geral do MI5.
- Hugh Simon como Malcolm Wynn-Jones, um analista aposentado do MI5.
- Eleanor Matsuura como Hannah Santo, uma oficial do MI5.
- David Harewood como Francis Warrender, presidente do Comitê Conjunto de Inteligência.
- Tuppence Middleton como June Keaton, uma oficial do MI5.
- Geoffrey Streatfield como Calum Reed, um analista do MI5.
- Elliot Levey como Emerson, o Chefe da contra-inteligência do MI5.
- Michael Wildman como Robert Vass, um oficial do MI5.
- Cosmo Jarvis como Dani Tasuev

## Produção
Os planos do filme foram revelados pela primeira vez como ‘em andamento’ por Firth em março de 2013, com um roteiro em desenvolvimento. Firth afirmou que embora “eles devessem fazer”, ele também achou que custaria muito, “e não há muito dinheiro para circular no momento”. O filme foi anunciado oficialmente em 1 de novembro de 2013. Jonathan Brackley e Sam Vincent, que assumiu como redatores nos últimos dois anos da série de televisão Spooks, escreveram o roteiro. Seria dirigido por Bharat Nalluri, que já dirigiu os primeiros episódios do programa. Jane Featherstone e Stephen Garrett, da Kudos, e Ollie Madden, do Shine Group, produziriam o filme.
A filmagem principal começou em março de 2014 em locações incluindo Berlim, Moscou, Ilha de Man e Londres, bem como Pinewood Studios. Um trailer do filme foi lançado em 27 de março de 2015.

## Recepção
O filme recebeu críticas mistas. No Rotten Tomatoes tem uma taxa de aprovação de 63% com base em 41 comentários, com uma classificação média de 5,5/10. O consenso crítico do site afirma: “MI-5 (Spooks: The Greater Good) é uma adaptação estilosa, embora um tanto superficial, de um thriller de espionagem, talvez melhor deixar na tela pequena.” No Metacritic, o filme tem uma pontuação de 47 em 100, com base em 13 críticos, significando “críticas mistas ou médias”.